# Tremella globispora
Tremella globispora é uma espécie de fungo da família Tremellaceae. Produz basidiocarpos (corpos frutíferos) hialinos, pustulosos e gelatinosos e é parasita de fungos da classe Sordariomycetes (espécies do gênero Diaporthe) em caules herbáceos mortos e madeira. Foi originalmente descrita na Inglaterra.

## Taxonomia
A espécie era anteriormente referida como Tremella tubercularia, um nomen novum proposto por Miles Joseph Berkeley ao transferir a Tubercularia albida anterior para o gênero Tremella (para evitar a criação de um homônimo de Tremella albida, espécie descrita por William Hudson). Em 1970, o exame das coleções originais de Berkeley pelo micologista inglês Derek Reid [en] mostrou, no entanto, que a Tremella tubercularia é um ascomiceto gelatinoso, agora conhecido como Ascocoryne albida. Reid, portanto, descreveu a Tremella globispora (como “T. globospora”) para acomodar a espécie genuína de Tremella que havia sido anteriormente e erroneamente referida como T. tubercularia. A espécie-tipo de Sussex foi feita em peritécios de Diaporthe eres em canas mortas de amora-silvestre.

## Descrição
Os corpos frutíferos são gelatinosos, hialinos, pustulosos, com até 0,5 cm de diâmetro, mas às vezes se tornam maiores (até 1 cm de diâmetro) por confluência. Eles emergem do peritécio de seu hospedeiro. Microscopicamente, os basídios são tremelóides (elipsóides, com septos oblíquos), quadricelulares, com 10 a 18 por 9 a 13 μm. Os basidiósporos são subglobosos, lisos, com 6 a 8 por 6 a 7 μm.

## Espécies similares
Na Europa, a Tremella indecorata, descrita na Noruega, é morfologicamente muito semelhante, embora se diga que os corpos frutíferos escurecem ao secar. A espécie-tipo foi associada a pirenomicetos (Nitschkia grevillei e uma espécie da família Valsaceae [en]) em salgueiros e diz-se que os esporos variam de 6,5 a 7,5 μm ou 9,5 a 12 por 8,5 a 11 μm. Não está claro se as duas espécies são distintas, embora as coleções escandinavas identificadas como T. indecorata sejam de cinza a marrom escuro quando maduras e tenham esporos maiores (8,5 a 15 por 8 a 12,5 μm). Tremella karstenii é uma espécie semelhante parasita de Colpoma juniperi em zimbro. Tremella colpomaticola parasita Colpoma quercinum em carvalho. Tremella subalpina foi recentemente descrita na Rússia.
Fora da Europa, Chee-Jen Chen considerou as coleções norte-americanas como “intimamente relacionadas”, mas possivelmente não conspecíficas com a Tremella globispora. Chen também considerou a Tremella bambusina, descrita nas Filipinas, como um provável sinônimo, diferindo apenas em sua cor laranja amarronzada.

## Habitat e distribuição
A Tremella globispora é um parasita das espécies do gênero Diaporthe e possivelmente de outros hospedeiros ascomicetos. Ela é encontrada em madeira morta, presa ou caída e em caules herbáceos mortos.
A espécie foi descrita na Inglaterra e tem sido amplamente relatada na Europa. A espécie também foi relatada no Canadá e nos EUA (em espécies dos gêneros Valsa e Diaporthe) e no Extremo Oriente russo.